# 六氟异丙醇
六氟异丙醇（缩写HFIP，全称：1,1,1,3,3,3-六氟丙-2-醇）是一种含氟有机化合物，化学式为(CF3)2CHOH，属于氟代醇类，常作为有机溶剂。